# 葉獻中
葉獻中（1979年7月1日—），台灣足球及室內足球運動員，職司守門員，小名「紅中」。臺中市立惠文高級中學足球隊教練。
葉獻中為中華台北足球代表隊現役成員，曾參加於2004年夏季奧林匹克運動會足球比賽會外賽及亞洲室內足球錦標賽。
葉獻中也是大同足球隊的選手，曾參加2006年亞洲足協會長盃。
2021年，接替王家中代理中華台北男子足球代表隊主教練職務。